# Henry J. Snaith

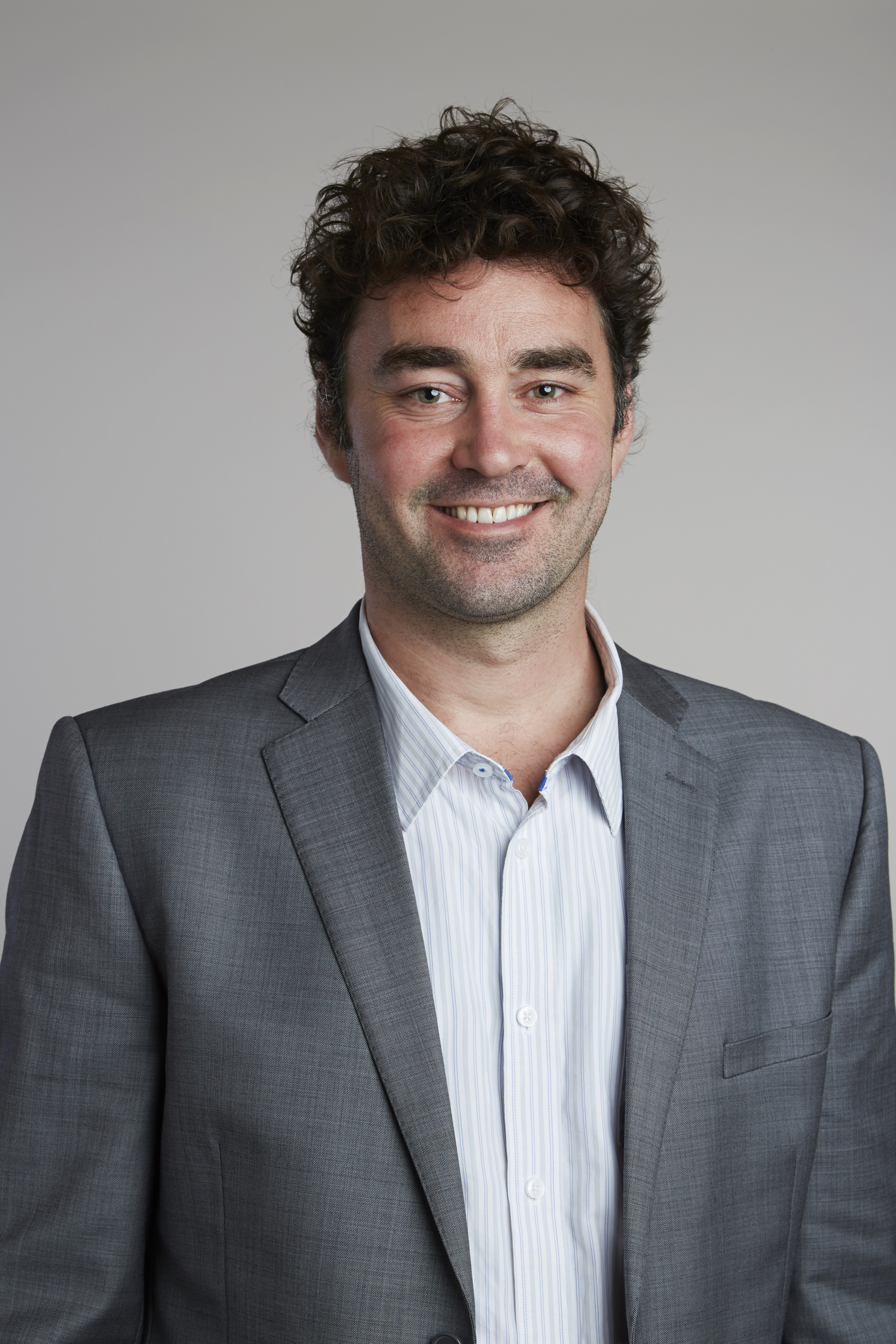
Henry James Snaith 2015

Henry James Snaith ist ein britischer Physiker.
Snaith besuchte bis 1996 die Gresham’s School in Norfolk und studierte dann Physik an der Universität Bristol und an der Universität Cambridge, an der er 2005 bei Richard Friend mit einer Dissertation über Polymer-Solarzellen promoviert wurde. Danach war er als Post-Doktorand bei Michael Grätzel an der EPFL in Lausanne und ab 2006 Junior Research Fellow des Clare College am Cavendish Laboratory in Cambridge. Er ist Professor für Physik am Clarendon Laboratory der Universität Oxford.
Er entwickelte neue Materialien in der Photovoltaik, insbesondere Solarzellen aus dünnen Filmen von Metallhalid-Perowskiten, mit denen er einen Durchbruch bezüglich der Effizienz erzielte (Wirkungsgrad, einfache Verarbeitbarkeit). 2010 war er Mitgründer der Firma Oxford Photovoltaics.
Snaith ist Fellow der Royal Society (2015). Er erhielt 2012 die Patterson Medal des Institute of Physics. 2017 gehörte  er zu den hochzitierten Wissenschaftlern der Clarivate Citation Laureates.

## Schriften (Auswahl)
- mit M. M. Lee u. a.: Efficient Hybrid Solar Cells Based on Meso-Superstructured Organometal Halide Perovskites, In: Science, Band 338, 2012, S. 643–647
- mit M. Liu, M. B. Johnston: Efficient planar heterojunction perovskite solar cells by vapour deposition, In: Nature, Band 501, 2013. S. 395–398.
- mit S. D. Stranks u. a.: Electron-hole diffusion lengths exceeding 1 micrometer in an organometal trihalide perovskite absorber, In: Science, Band 342, 2013, S. 341–344
- mit M. A. Green, A. Ho-Baillie: The emergence of perovskite solar cells, In: Nature Photonics, Band 8, 2014, S. 506–514
- Perovskites: the emergence of a new era for low-cost, high-efficiency solar cells, In: Journal of Physical Chemistry Letters, Band 4, 2013, S. 3623–3630